# بهمن نیرومند
بهمن نیرومند (زاده ۱۳۱۵) نویسنده، مترجم، روزنامه نگار و فعال سیاسی چپ گرای اهل ایران است. وی فارغ التحصیل رشته‌های ادبیات، فلسفه و ایران‌شناسی در آلمان و مدرس ادبیات تطبیقی در دانشگاه تهران بوده‌است. بهمن نیرومند مقیم آلمان است.
نیرومند تاکنون ۱۵ کتاب به زبان آلمانی دربارهٔ ایران، خاورمیانه و زندگی در آلمان نوشته و تعدادی از آثار ادبی فارسی را به آلمانی ترجمه کرده‌است، ازجمله بوف کور و ۱۰ اثر دیگر از صادق هدایت، آثاری از محمود دولت‌آبادی، غلامحسین ساعدی، صمد بهرنگی و نیز اشعاری از احمد شاملو. از وی مقالات متعددی نیز در مطبوعات آلمان منتشر گردیده‌است.
وی در کنار سایر اعضای تشکلی موسوم به «شورای متحد چپ برای دمکراسی و استقلال» مدتی نیز از اعضای شورای ملی مقاومت بود.